# Mosro
MOSRO, fabricado pela empresa alemã Robowatch Technologies GmbH, é um robô de vigilância para interiores. Possui uma versão menor e menos sofisticada, a MINI, uma das primeiras desenvolvidas para uso doméstico ou em escritórios.

## Características
A configuração-padrão do MOSRO inclui antena, câmara de vídeo, sirena e farol, radar, sensores de infravermelho, altofalantes, sensores ultrassônicos, detectores de gás, sensores de navegação ultrassônicos e em infravermelho.
A máquina mede 118 cm de altura, 30 cm de diâmetro, pesa 25 kg, pode mover-se a uma velocidade de 4 km/h e possui uma autonomia de 14-16 h.
Versões avançadas podem enviar mensagens de alerta por SMS.